# تودور سيميونوف
تودور سيميونوف (بالبلغارية: Тодор Симеонов)‏ هو لاعب كرة قدم بلغاري في مركز الدفاع، ولد في 17 فبراير 1976 في بلوفديف في بلغاريا. لعب مع سبارتاك بلوفديف وسلافيا صوفيا ونادي بوتيف بلوفديف ونادي فاليتا ونادي ماريتسا بلوفديف.

## وصلات خارجية
- تودور سيميونوف على موقع قاعدة بيانات كرة القدم.إي يو (الإنجليزية)